# 상투메목도리과일박쥐
상투메목도리과일박쥐(Myonycteris brachycephala)는 큰박쥐과에 속하는 박쥐의 일종이다. 상투메 프린시페의 토착종이다. 자연 서식지는 아열대 또는 열대 기후 지역의 습윤 저지대 숲과 산지 숲이다. 서식지 감소로 멸종 위협을 받고 있다.